# Arsenius z Korfu
Svatý Arsenius z Korfu či Arsenius z Kerkyry († asi 959) byl biskup Korfu.

## Život
Narodil se v Betánii poblíž Jeruzaléma. Ve dvanácti letech vstoupil do kláštera a studoval v Seleukii. Po vysvěcení na kněze odešel do Konstantinopole, kde jej přijal do služeb patriarcha Tryfon. Vedl přísný asketický život a byl vysoce vzdělaný.
Roku 933 jej patriarcha Theofylaktos Lekapénos jmenoval biskupem na ostrově Korfu. Stejného roku napadli ostrov Saracéni. Později získala diecéze Kerkyra status arcidiecéze a Arsenius se stal jejím prvním arcibiskupem.
Podle tradice odcházel do jeskyně, kde trávil noci v modlitbách. Zemřel asi roku 959 v Korintu. Jeho tělo bylo přeneseno do Korfu a pohřbeno v kostele svatých Petra a Pavla. Dnes se jeho ostatky nachází v katedrále svatého Jakuba a Kryštofa.
Jeho svátek je připomínán 19. ledna.